# Alter Bahnhof Kupferdreh

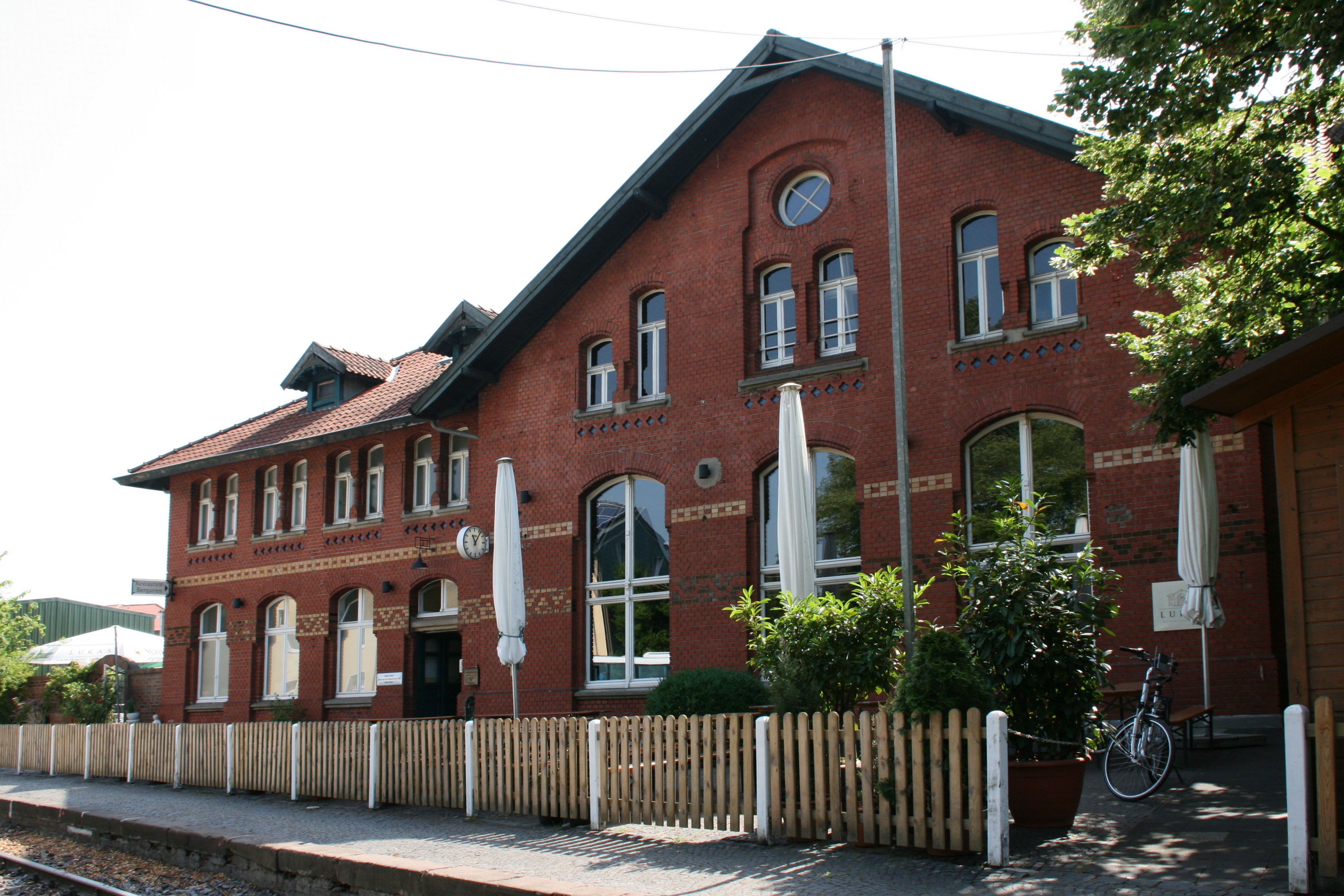
Bahnsteigseite

Der Alte Bahnhof Kupferdreh in Essen-Kupferdreh ist ein ehemaliges, 1897–1898 erbautes Bahnhofs-Empfangsgebäude an der Bahnstrecke Wuppertal-Vohwinkel–Essen-Überruhr, der ehemaligen Prinz-Wilhelm-Eisenbahn. Das Gebäude verlor in den 1970er Jahren seine ursprüngliche Funktion und wurde für eine gastronomische Nutzung umgebaut und saniert. Es steht seit 1986 unter Denkmalschutz.

## Geschichte
Das Gebäude steht im Bereich des Abzweigs der ehemaligen Ruhrtalbahn, die von dort über die Eisenbahnbrücke Kupferdreh, entlang des Baldeneysee-Nordufers, weiter am Fluss und über die Eisenbahnbrücke Kettwig auf der unteren Ruhrtalbahn nach Duisburg-Ruhrort führte. Die Hespertalbahn begleitet den See nahe dem Südufer heute bis Haus Scheppen. Das Gebäude mit der heutigen Adresse Prinz-Friedrich-Platz 1 in Essen-Kupferdreh wurde am 27. Juli 1898 in Betrieb genommen. Dem damaligen Repräsentationsbedürfnis entsprechend erfolgte die dekorative Gestaltung des zweigeschossigen Backsteinbaus an den Längsseiten, indem die abweichend großen Fenster unterschiedlich gruppiert und der Vorhalleneingang im Rundbogenstil mit ockerfarbenem Sandstein verziert wurden. Teilweise ist in den Wartesälen das Dekor erhalten, wobei der Stuck im Wartesaal der 1. Klasse besonders erwähnenswert ist, der für die heutige gastronomische Nutzung als großer Speisesaal renoviert wurde.
Der vordere Bahnsteig, an dem heute die historische Hespertalbahn ihre Fahrt beginnt, gehörte früher zur Ruhrtalbahn, die etwa 200 Meter weiter südlich die Ruhr überquerte. Vorher zweigt die Hespertalbahn oder auch Pörtingsiepenbahn ab, die am Südufer der Ruhr verläuft. Über diese Strecke war die Zeche Pörtingsiepen in Essen-Fischlaken angeschlossen. Nach deren Schließung im Jahr 1973 rettete der Verein zur Erhaltung der Hespertalbahn e. V. die Strecke 1975 vor dem Rückbau.
Seit der Eröffnung des näher zum Ortskern gelegenen Haltepunkts Essen-Kupferdreh in den 1970er Jahren ist die Bahnstrecke von Wuppertal-Vohwinkel nach Essen-Überruhr nur noch über eine Schlüsselweiche an die Anlagen der Hespertalbahn angebunden. Die Züge auf dieser Bahnstrecke (allen voran die S 9 der S-Bahn Rhein-Ruhr) fahren ohne Halt an dem alten Empfangsgebäude vorbei und bedienen nur die neue Station, die 2003 zum Haltepunkt zurückgestuft wurde.